# Economía de Seychelles
Desde la independencia de Seychelles en 1976, la producción per cápita de este pequeño archipiélago creció siete veces, comparada a los niveles anteriores a la independencia. El crecimiento ha sido impulsado por el sector turístico - que emplea cerca de 30% de la mano de obra y proporciona más de 70% de los ingresos en moneda fuerte -, y por la pesca del atún. Estos últimos años el gobierno ha incentivado la inversión extranjera con la intención de modernizar los hoteles y otros servicios.
Al mismo tiempo, el gobierno ha hecho esfuerzos para reducir la dependencia del turismo, promoviendo el desarrollo de la creación de animales, de la agricultura, pesca, y de la manufactura en pequeña escala. El producto interno bruto creció entre 7% y 8% en el periodo 2006-2007 debido a un crecimiento del turismo y a la expansión de las construcciones de hoteles en este periodo. Sin embargo, el crecimiento sufrió una retracción de casi 9% el 2009 debido a la caída del número de visitantes.
La vulnerabilidad del sector turístico fue ilustrada por la crisis aguda en la deuda de los años 1991-1992 en gran parte debido al cambio perceptiblemente supervalorado del país, a la guerra del Golfo y nuevamente después de los ataques del 11 de septiembre de 2001 en los Estados Unidos. Otros desafíos al gobierno son la contención del déficit presupuestario, incluyendo la contención de los gastos en la asistencia social, y la privatización adicional de empresas públicas. El gobierno tiene una presencia penetrante en la actividad económica, con las empresas públicas activas en la distribución de derivados de petróleo, seguros, actividades bancarias, importaciones de productos básicos, telecomunicaciones, y una amplia gama de otros negocios.
El crecimiento se redujo entre el 1998 y 2001, debido a la caída de los sectores de turismo y pesca del atún. También, los controles apretados en cambios y la escasez de la moneda extranjera han deteriorado perspectivas económicas a corto plazo. El valor comercial de la rupia de Seychelles en el mercado negro, era la mitad o dos tercios del cambio oficial; sin una devaluación de la moneda el sector turístico podría seguir siendo inactivo mientras que los turistas buscan destinos próximos más baratos, tales como Comoras y Madagascar. Una reducción en el número de los vuelos que servían el país, sobre todo debido a la inhabilidad de las compañías de la línea aérea de repatriar fondos, también ha limitado el crecimiento de la industria del turismo. 
En términos de cambio oficial, Seychelles sigue siendo el país más rico de África en términos de PIB per cápita, aunque si se utiliza el cambio paralelo, o las tarifas de la paridad de poder adquisitivo, se posiciona detrás de Mauricio y de Botsuana. Es importante observar que Seychelles es el país más altamente endeudado del mundo según el Banco Mundial, con una deuda pública total alrededor de 122.8% del PIB. Aproximadamente dos tercios de esta deuda se debe nacionalmente, con el equilibrio debido a los multilaterales, los bilaterales y los bancos comerciales. El país está en atrasos con la mayor parte de a sus acreedores internacionales y ha tenido que recurrir a la deuda comercial prometida para continuar pudiendo pedir préstamos. Esta alta deuda es una consecuencia directa del cambio supervalorado - esencialmente, el país está viviendo más allá de sus medios, y está financiando su forma de vida pidiendo prestado nacionalmente e internacionalmente.
Seychelles es también un paraíso fiscal, con muchas empresas establecidas en el archipiélago.